# George Hincapie
George Hincapié Garcés, conhecido internacionalmente como George Hincapie (Queens, Nova Iorque, 29 de junho de 1973) é um ciclista profissional estado-unidense.

## Biografia
Hincapie foi durante vários anos um dos principais auxiliares de Lance Armstrong na disputa da Volta da França, tendo vencido uma etapa dessa competição.
Seu pai, um colombiano admirador do ciclismo, o introduziu ao esporte. Seu primeiro local de treinamento foi o Central Park.
Até 2008, competiu pela equipe US Postal Service. Entre 2008 e 2009, correu pela Team High Road. De 2010 a 2012, sua equipe passou a ser a BMC Racing Team.
Em 11 de junho de 2012, Hincapie anunciou que abandonaria o esporte profissional, no fim da temporada ciclística, depois de 19 anos presente no "pelotão".